# 余建新
余建新（Albert），籍貫江蘇武進，前任中國時報集團董事長，綽號「阿拉伯王子」。其父親是臺灣媒體界傳統報人余紀忠，長姊為余紀忠文教基金會（前時報文教基金會）董事長余範英。
2001年10月2日，父親余紀忠宣布退休並安排母親余蔡玉輝、長兄余啟成和二姐余似華都退出董事會，由余建新繼承父業出任中國時報集團董事長，並指定黃肇松、王篤學、胡鴻仁、林聖芬、鄭家鐘等五人輔佐余建新經營企業。余建新對經營電視興趣遠高於報紙，於任內耗資數十億元買下中國國民黨「三中」媒體中央電影公司、中國廣播公司和中國電視公司後即宣布中國時報報社裁員一半，2008年美國次級房貸掀起股災，余建新因投資雷曼兄弟連動債倒閉，不堪虧損將中國時報集團售予旺旺集團的蔡衍明，現任時報文化公司董事之一。

## 相關
- 中天電視
- 《中國時報》
- 《中時晚報》
- 《工商時報》
- 《時報周刊》